# Eskers Park
Eskers Park är en park i Kanada.   Den ligger i provinsen British Columbia, i den centrala delen av landet, 3 500 km väster om huvudstaden Ottawa. Eskers Park ligger 779 meter över havet. Den ligger vid sjöarna  Bow Lake och Kathie Lake.
Terrängen runt Eskers Park är platt. Trakten runt Eskers Park är nära nog obefolkad, med mindre än två invånare per kvadratkilometer.. Det finns inga samhällen i närheten. 
I omgivningarna runt Eskers Park växer i huvudsak barrskog.